# Маслово (Новосибирская область)
Маслово — посёлок в Коченёвском районе Новосибирской области России. Входит в состав Целинного сельсовета. 

## География
Площадь посёлка — 41 гектар.

## Население
| 2002 | 2007 | 2010 |
| ---- | ---- | ---- |
| 131  | ↘97  | ↘76  |

## Инфраструктура
В посёлке по данным на 2007 год функционирует 1 учреждение здравоохранения.